# Московская улица (Великий Новгород)
Моско́вская улица находится в Великом Новгороде, на Торговой стороне. В прошлом была главной улицей Никольской слободы.
Проходит от Большой Московской до улицы Державина, переходя затем в автодорогу на Москву. Протяжённость — 1065 м.
В XIX—XX веке называлась Московским шоссе. В апреле 1964 года решением Новгорисполкома получила современное название.
Застроена многоквартирными жилыми домами. На Московской находится фабрика компании «Дирол Кэдбери».